# Артыровка
Артыровка (укр. Артирівка) — село, относится к Подольскому району Одесской области Украины.
Население по переписи 2001 года составляло 266 человек. Почтовый индекс — 67931. Телефонный код — 4861. Занимает площадь 1,55 км². Код КОАТУУ — 5123181302.

## Местный совет
67930, Одесская обл., Подольский р-н, с. Должанка